# 拉蒙·S·苏贝哈诺
拉蒙·辛帕斯·苏贝哈诺（Ramon Simpas Subejano，1905年—1988年）是一位菲律賓裔美國人士兵，曾在第二次世界大战欧洲战场作戰。

## 生平
1927年，苏贝哈诺乘飞机离开菲律宾，后成为商船海员。后来，他用赌博赚来的钱开了一家台球馆，但球館又在大萧条期间關門，之后他改行成了一名餐厅勤杂工，最终于1942年应征入伍。  

### 第二次世界大战
二等兵苏贝哈诺服役于第90步兵师第358步兵团A连，參加過霸王行動、突出部之役、法国北部、荷兰以及莱茵兰等地的战斗。他是部队中的侦察员兼狙击手，曾多次负伤。整场战争期间，苏贝哈诺获颁17枚奖章，在战斗中共击毙400余名德军。在其中一次战斗结束后，他是所在部队的唯一生还者。
战争结束后，苏贝哈诺飞赴伦敦参加胜利游行，其间曾面见乔治六世和温斯顿·丘吉尔。
1952年5月31日，纽约市纪念阵亡将士纪念日期间，苏贝哈诺二等兵登上了《纽约时报》头版。照片中的他身着全套陆军制服，佩戴着在欧洲和太平洋战场赢得的勋章，在曼哈顿的士兵与水兵纪念碑（Soldiers' and Sailors' Monument）前行军礼，文章题为“战斗英雄向战死者致敬”（A Salute To War Dead From A Decorated Hero）。据《纽约时报》称，苏贝哈诺原本只是来旁观纪念日活动的，但他穿着全套军装，胸前又挂满了勋章，“撑着拐杖走上纪念碑台阶，接着主持人在演讲台上將他介绍给在场观众”。他后来还得到过玛丽莲·梦露、参议員泰德·肯尼迪以及总统约翰·肯尼迪的接见。
苏贝哈诺存放在自己公寓的奖章曾被盗过一次；在参议院肯尼迪的办公室的帮助下，国防部又给苏贝哈诺重新颁发了所有失窃奖章。1987年，苏贝哈诺居住在波士顿布莱顿（Brighton）期间曾因威胁要伤害其公寓管理员而被起诉。不出一年，他就在纽约市的一所美國退伍軍人事務部管理的医院去世了。苏贝哈诺被葬于阿灵顿国家公墓。国会图书馆收藏有讲述他的经历的书籍《一人成军》（One Man Army，1978年）。